# René Djédjémel Mélédjé
René Djédjémel Mélédjé (né le 5 juin 1958) est un athlète de Côte d'Ivoire spécialiste du 110 mètres haies et du 400 mètres haies. 

## Biographie
Il est champion d'Afrique en 1985.
Il a pris part aux relais 4 × 400 m lors des Championnats du monde 1983, lors des Jeux olympiques de 1984, lors des Championnats du monde de 1987 et enfin lors des Jeux olympiques de Séoul en 1988 dont il est le porte-drapeau de la délégation ivoirienne.
Son meilleur temps sur 400 m haies est de 48 s 94, réalisé à Zurich en 1986, et actuel record ivoirien.

### Palmarès
| Date | Compétition            | Lieu     | Résultat | Épreuve     | Performance |
| ---- | ---------------------- | -------- | -------- | ----------- | ----------- |
| 1985 | Championnats d'Afrique | Le Caire | 1er      | 110 m haies | 14 s 14     |
| 1985 | Championnats d'Afrique | Le Caire | 3e       | 400 m haies | 49 s 59     |
| 1985 | Universiade            | Kōbe     | 3e       | 400 m haies | 49 s 73     |
| 1987 | Jeux africains         | Nairobi  | 3e       | 110 m haies | 14 s 30     |